# Tali Golergant
Tali Golergant (em hebraico: טלי גולרגנט; Jerusalém, 1 de julho de 2000), conhecida artisticamente como Tali, é uma cantautora, atriz e diretora de teatro luxemburguesa nascida em Israel. Representou o Luxemburgo no Festival Eurovisão da Canção de 2024 em Malmö, com a canção "Fighter".

## Biografia
Tali nasceu em Jerusalém, filha de pai judeu peruano e mãe israelita. Seguindo o trabalho do pai, mudou-se com a família para o Chile, Argentina e outros países, até se estabelecer em Limpertsberg no Luxemburgo onde residiu durante dez anos. Começou a tocar piano aos 7 anos e aos 12 começou a cantar, a escrever canções e a atuar no teatro. Foi educada na Escola Internacional do Luxemburgo, antes de se mudar para Nova Iorque para estudar teatro musical no Marymount Manhattan College. Está a residir em Nova Iorque desde janeiro de 2024.
A artista é fluente em inglês, hebraico e espanhol, e é capaz de se comunicar em francês e alemão.

## Discografia

### EPs
- 2021 – Lose You

### Singles
- 2020 – Temporary
- 2020 – By the Ivory
- 2020 – Mountains Between Us
- 2021 – Lose You
- 2021 – At All
- 2022 – Garden of Eden
- 2023 – Dancing Alone
- 2024 – Fighter